# Без вад (фільм, 2007)
«Без вад» («Flawless») — британський кримінальний кінофільм 2007 року, знятий режисером Майклом Редфордом, з Демі Мур і Майклом Кейном у головних ролях.

## Сюжет
Журналістка приходить до ресторану на інтерв'ю з міс Лорою Квінн, єдиною жінкою, яка обіймала посаду менеджера в Лондонській алмазній корпорації, для написання компліментарної статті про перше покоління жінок в авангарді. Квінн заявляє, що востаннє була вільною жінкою 40 років тому. Вона ставить на стіл коробочку, в якій лежить величезний діамант, і каже: «Я його вкрала». Вражена журналістка висловлює припущення, що весь цей час Квінн сиділа у в'язниці.
Історія переноситься в 1960 рік, коли Квінн працювала менеджером у Лондонській алмазній корпорації. Вшосте їй не дають підвищення по роботі, хоча за рівнем професіоналізму вона перевершує своїх колег-чоловіків. Від нічного прибиральника Гоббса Квінн дізнається, що підписано наказ про її звільнення. Гоббс пропонує їй узяти участь у змові: вкрасти зі сховища достатньо діамантів, щоб розбагатіти, але недостатньо, щоб злочин помітили. Знаючи, що колеги вважають її старою дівою і в неї мало професійних перспектив, Квінн погоджується. На світському прийомі в особняку президента корпорації вона пробирається до кабінету боса і знаходить листок із секретною комбінацією до сейфа.
Квінн і Гоббс складають план дій, використовуючи вразливість у новій системі відеоспостереження. Гоббсу вдається таємничим чином забрати зі сховища всі алмази вагою майже дві тонни, і, використовуючи юриста як довірену особу, вимагати за них викуп у 100 мільйонів фунтів стерлінгів. Глава страхового синдикату з Кінгс-Роу змушений заплатити викуп, унаслідок чого його компанія стає банкрутом.
Алмазна корпорація наймає приватного детектива — містера Фінча, щоб не допустити розголосу справи про грандіозну крадіжку. Від самого початку Фінч підозрює Гоббса і Квінн у скоєнні злочину. Квінн хоче уникнути арешту і в'язниці, повернувши вкрадене, але Гоббс відмовляється піти на це. Не маючи жодного уявлення про те, де Гобб сховав алмази, вона починає допомагати Фінчу з розслідуванням.
Ситуація загострюється, коли інформація про крадіжку алмазів потрапляє в пресу. Через стрес у президента Лондонської алмазної корпорації стається серцевий напад. Відчувши себе загнаною в кут під час вечері з Фінчем, Квінн біжить у ванну і нестримно плаче. Випадково впустивши сережку в раковину, Квінн здогадується, як могло бути організовано пограбування і де можуть бути алмази. Після того, як Фінч пішов, вона спускається в каналізацію поруч із будівлею алмазної корпорації та виявляє Гоббса, який охороняє величезну купу діамантів. Гоббс зізнається, що його не цікавлять ні алмази, ні гроші; він хоче знищити голову страхового синдикату, чия навмисна затримка з оплатою лікування його дружини від раку призвела до її смерті 15 років тому.
Алмазна корпорація виплачує викуп, а глава страхової компанії накладає на себе руки. Гоббс зникає. Квінн повідомляє Фінчу про знайдені алмази, стверджуючи, що слухала своєї інтуїції. Попри непрямі докази її причетності до крадіжки, Фінч не хоче висувати звинувачення проти Квінн, оскільки перейнявся до неї симпатією. Доторкнувшись пальцем до її губ, він каже, що докази проти неї непереконливі. Компанія повертає вкрадене майно і демонструє пресі, що інформація про пограбування була всього лише чуткою.
У теперішньому часі Квінн розповідає журналістці, що звільнилася з ювелірної компанії та незабаром після цього отримала лист зі швейцарського банку про відкриття номерного рахунку на своє ім'я на суму в 100 мільйонів фунтів. Квінн розповідає, що витратила останні 40 років життя, жертвуючи гроші різним благодійним організаціям і нужденним людям.

## У ролях
- Демі Мур — Лора Квінн
- Майкл Кейн — Містер Гоббс
- Ламбер Вільсон — Скавін Фінч
- Нейтаніел Паркер — Олівер Ештонкрофт
- Шоген Сеймур — Ітон
- Ніколас Джонс — Джеймсон
- Джос Екленд — роль другого плану
- Сайлес Карсон — Ріс
- Деррен Несбітт — роль другого плану
- Розалінд Марч — Пенелопа
- Стенлі Таунсенд — роль другого плану
- Джонатан Аріс — Бойл
- Бен Райтон — роль другого плану
- Константин Грегорі — роль другого плану
- Вільямс Скотт-Мейссон — роль другого плану
- Наталі Дормер — роль другого плану
- Стів Престон — роль другого плану
- Джуліан Нест — роль другого плану
- Роя Заргар — роль другого плану
- Кім Германс — роль другого плану
- Пітер Рнік — роль другого плану
- Клер Тіль — роль другого плану
- Ємі Аджібейд — роль другого плану
- Кейт Мараван — роль другого плану

## Знімальна група
- Режисер — Майкл Редфорд
- Сценарист — Едвард Андерсон
- Оператор — Річард Грейтрекс
- Продюсери — Карола Еш, Джиммі де Брабант, Стівен Марголіс, Альберт Мартінес Мартін, Майкл Ей Пірс, Чарльз Селмон
- Композитор — Стівен Ворбек